# صاریغ راه‌راه
صاریغ راه‌راه (نام علمی: Dactylopsila trivirgata) کیسه‌داری از تیره بادپرکیسه‌داران است که بومی پاپوآ گینه نو و شمال شرقی استرالیا است. این جانور میان ۴۵۰–۲۵۰ گرم وزن دارد و بر روی پوست خود سه خط راه‌راه سیاه و سفید دارد که از سر تا به دم کشیده شده‌اند و بر روی پیشانی به شکل Y در الفبای لاتین نمود پیدا می‌کند.
رژیم غذایی این جانور به صورت طبیعی از حشرات تشکیل شده‌است، اگرچه برگ گیاهان و میوه‌ها را نیز می‌خورد. مورچه بیشترین حشره‌ای است که صاریغ راه‌راه مصرف می‌کند.